# Carl Jakob Burckhardt

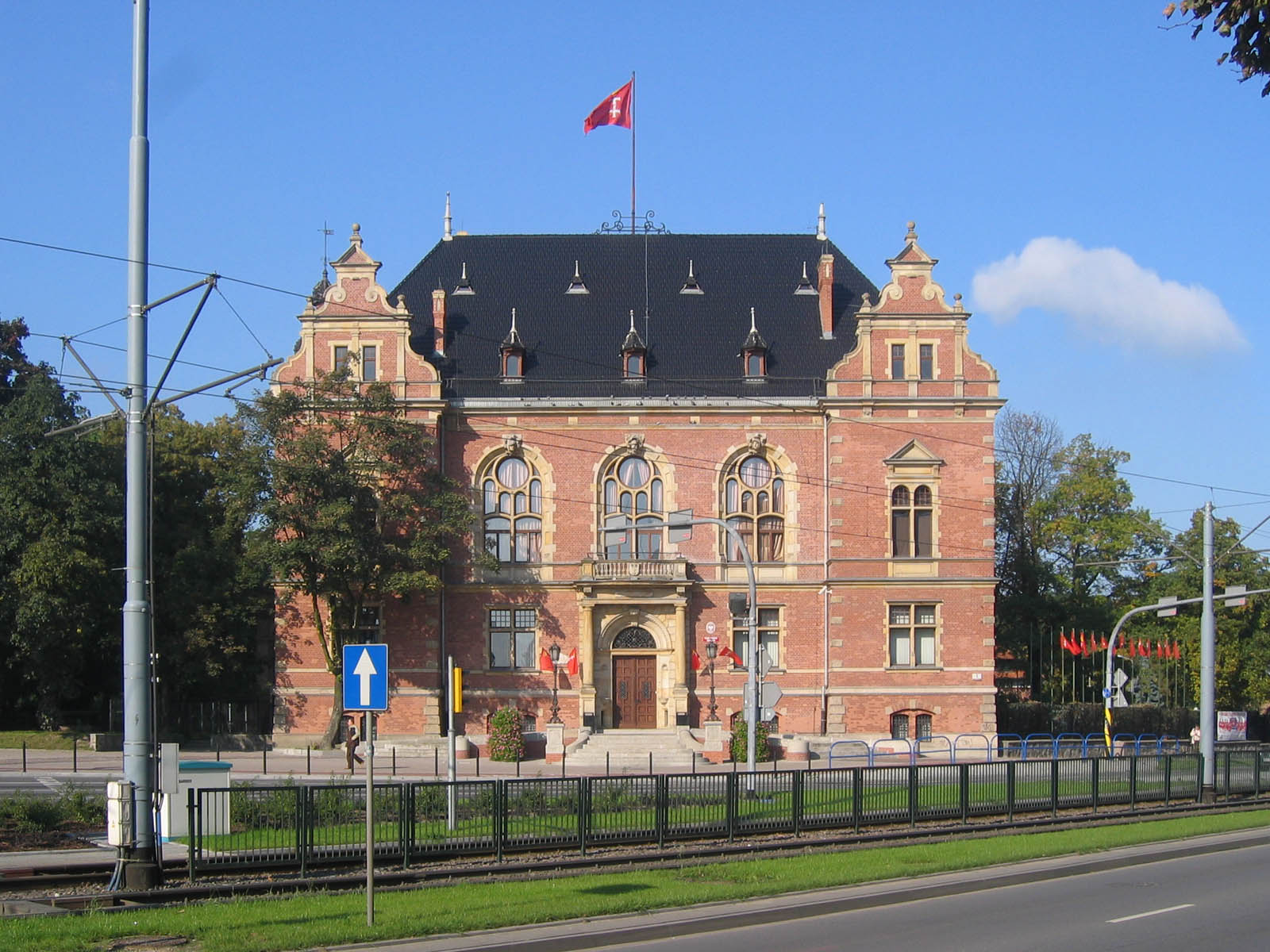
Siedziba Wysokiego Komisarza Ligi Narodów w Gdańsku – widok współczesny

Carl Jakob Burckhardt (ur. 10 września 1891 w Bazylei, zm. 3 marca 1974 w Vinzel) – szwajcarski historyk i dyplomata.

## Życiorys
Studiował na uniwersytetach w Bazylei, Zurichu, Monachium i Getyndze. Od 1918 w służbie dyplomatycznej, m.in. jako attaché w Poselstwie Szwajcarii w Wiedniu (1918-1922). Od 1923 pracownik naukowy w zakresie historii współczesnej uniwersytetu w Zurychu (w 1927 docent, 1929 profesor), od 1932 profesor Wyższego Instytutu Studiów Międzynarodowych (Institut universitaire de hautes études internationales – HEI) w Genewie. Następnie powrócił do dyplomacji. W latach 1935–1936 jako członek Międzynarodowego Komitetu Czerwonego Krzyża wizytował obozy koncentracyjne w Niemczech. Na stanowisku Wysokiego Komisarza Ligi Narodów w Gdańsku (od 17 lutego 1937-1939) podejmował nieudane próby zapobieżenia wybuchowi wojny polsko-niemieckiej, m.in. prowadząc 11 sierpnia 1939 rozmowy z Adolfem Hitlerem w jego bawarskiej kwaterze Berghof w Berchtesgaden. 1 września 1939 został zmuszony przez gauleitera Alberta Forstera do natychmiastowego opuszczenia terytorium Wolnego Miasta Gdańska. Po wojnie pełnił funkcję prezesa Międzynarodowego Komitetu Czerwonego Krzyża (1944-1948) oraz posła Szwajcarii w Paryżu (1945-1949). W 1954 przyznano mu Nagrodę Pokojową Księgarzy Niemieckich (Börsenverein des Deutschen Buchhandels). W 1954 odznaczony cywilnym Pour le Mérite